# 蒂龙-加尔代
蒂龙-加尔代（法語：Thiron-Gardais，法語發音：[tiʁɔ̃ ɡaʁdɛ]）是法国厄尔-卢瓦省的一个市镇，位于该省西部，属于诺让勒罗特鲁区。

## 地理
蒂龙-加尔代（48°18'38"N, 0°59'41"E）面积13.46 平方千米，位于法国中央-卢瓦尔河谷大区厄尔-卢瓦省，该省份为法国北部内陆省份，北起顺时针与厄尔省、伊夫林省、埃松省、卢瓦雷省、卢瓦-谢尔省、萨尔特省和奧恩省接壤。
与蒂龙-加尔代接壤的市镇（或旧市镇、城区）包括：沙桑、孔布尔、拉克鲁瓦迪佩尔什、拉戈代讷、蒙蒂尼勒沙尔蒂夫、阿尔西斯、圣蒂尼。

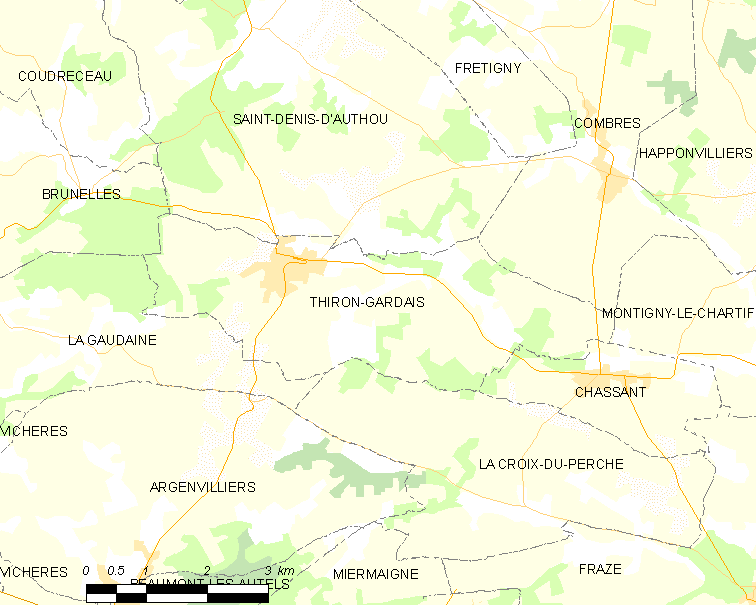
蒂龙-加尔代的OSM定位图

蒂龙-加尔代的时区为UTC+01:00、UTC+02:00（夏令时）。

## 行政
蒂龙-加尔代的邮政编码为28480，INSEE市镇编码为28387。

## 政治
蒂龙-加尔代所属的省级选区为诺让勒罗特鲁县。

## 人口

1962-2008年间蒂龙-加尔代人口变化图示

蒂龙-加尔代于2022年1月1日时的人口数量为972人。